# Stadtbibliothek Stendal
Die Stadtbibliothek Stendal ist eine öffentliche Einrichtung der Stadt Stendal, die im Refektorium am Mönchskirchhof untergebracht ist. Die Stadtbibliothek blickt auf eine über 600 Jahre währende Geschichte zurück, auch wenn sie erst mit der Aufklärung breiten Kreisen der Bevölkerung zugänglich wurde. Das offizielle Gründungsdatum als Volksbücherei ist der 16. Dezember 1935, seit 1984 heißt sie auch Anna-Seghers-Bibliothek. Der Bestand umfasst aktuell 65.500 Medieneinheiten, bei dem 208.000 Ausleihen jährlich (Stand: 2005) gezählt wurden.

## Geschichte

### Anfänge
Die älteste Buchsammlung der Stadt Stendal geht auf das Jahr 1540 zurück, in dem die Dombibliothek St. Nicolai gegründet wurde. Doch bereits in den Jahren 1486 bis 1488 war mit der Gründung der ersten Buchdruckerei von Joachim Westfal in der Brüderstraße das Interesse an dem neuen Medium erkenn- und nachweisbar. 1662 kam mit der Familienstiftung des ehemaligen Kaufmanns, Ratsherrn und Bürgermeisters Bartholomäus Schönebeck (1548–1605), der sogenannten Schönebeck’schen Stiftung eine weitere Bibliothek hinzu. Schon wenige Jahre später umfasste diese Sammlung über 1200 Titel.
Die Alvensleben’sche Bibliotheken wurden zwar ab 1610 für zirka 100 Jahre der Stendaler Öffentlichkeit zugänglich gemacht, waren aber nie Bestandteil der Stadtbibliothek Stendal oder ihrer Vorgängerbibliotheken.
Zusätzlich bildete sich im 18. Jahrhundert ein Bestand von juristischer und historischer Literatur im Stendaler Stadtarchiv.: S. 3 Um 1800 entstanden kleinere Lesezirkel, die sich aus wohlhabenden und „bildungsbeflissenen“ Bevölkerungsschichten rekrutierten. Diese kann man sich als clubartige Bibliothekeinrichtung, aber auch als lose Abonnements-Gemeinschaft für die zu dieser Zeit populären Illustrierten vorstellen. Damit einhergehend öffneten 1818 mit der „Müllerschen Leihbibliothek“ und 1825 mit der Leihbücherei in der Buchhandlung „Franzen & Große“ (heute Genz) die ersten privaten Büchereien. 1850 kam eine Jugendbibliothek in der Bürgerschule und 1890 im Gymnasium Mönchskirchhof hinzu.
Mit der Gründung des Altmärkischen Museums 1888 wurde eine weitere Büchersammlung eingerichtet, die wissenschaftlich ausgerichtet war.

### Öffentliche Einrichtung
Alle diese Büchersammlungen waren nicht jedermann zugänglich. Rechtzeitig zum 150-jährigen Geburtstag Friedrich Schillers am 10. November 1909 war man auch in Stendal bestrebt, diesem Dichter würdig zu gedenken. Zum von der Stadt initiierten Schillerjahr gehörte am 14. September 1909 auch die Gründung des „Allgemeinen Bildungsvereins“.: S. 16 Das wichtigste Anliegen war laut Satzung „die Erschließung und Bekanntmachung der Werke des deutschen und internationalen literarischen Kulturgutes für die allgemeine Bevölkerung“. Ferner erhoffte man sich durch die Zurverfügungstellung angemessener Literatur der Verbreitung der sogenannten Schmutz- und Schundliteratur entgegenzuwirken.: S. 17
Initiator war der Redakteur der 1818 vom Verlag Franzen & Grosse gegründeten Zeitung Altmärkisches Intelligenz- und Leseblatt, Hans Jaeger, der als Vorsitzender gewählt wurde.: S. 4 Bereits ein halbes Jahr später wurden vom Magistrat der Stadt Stendal die erforderlichen Räume in der Volksknabenschule (Arneburger-Tor-Schule) zur Verfügung gestellt. Neben der Überlassung der Hagemann’schen Bibliothek war dies eine weitere großen Unterstützung seitens der Stadt. Die Bücherei hatte so einen Bestand von über 1200 Büchern „aus allen Gebieten der Literatur“.
Das Konvolut von über dreieinhalbtausend Bänden sprengte drei Jahre später das Fassungsvermögen des Lesezimmers in der Volksknabenschule. Der Bitte des Volksbildungsvereins an den Magistrat wurde stattgegeben. Am 15. Juni 1913 öffnete anlässlich des 25. Regierungsjahrs Kaiser Wilhelm II. die neue „Volksbücherei mit Lesezimmer im Keller hinter der Gerichtslaube“. 1931 wurde für 2200 Reichsmark das kostbarste Buch der Bibliothek erworben, eine 1488 durch Joachim Westfal in Stendal gedruckte Ausgabe des Sachsenspiegel, das zuvor die Stolbergische Bibliothek Wernigerode besessen hatte.
Nachdem der Mittelschullehrer Beckurs die Anfangsjahre als Bibliothekar geleitet hatte, übernahm 1926 Reichsbahnobersekretär Wilhelm Preiß die ehrenamtliche Führung. Sein Nachfolger wurde 1935 Willy Salewski aus Schneidemühl, der gleichzeitig Stadtarchivar war und die Betreuung zum ersten Mal hauptamtlich übernahm. Dieser wechselte zum 1. Mai 1938 zum Bibliotheksrat nach Berlin und wurde von Dr. Werner Leffler abgelöst.
Für 1929 wurde eine durchschnittliche tägliche Leserzahl von 35 angegeben, für 1935 bereits 60. Am 4. März 1935 wurde der Allgemeine Bildungsverein durch das Deutsche Volksbildungswerk „Kraft durch Freude“ abgelöst. So sollte auch die kleinste Dorfbücherei „zu einer Keimzelle nationalsozialistischen Kulturwollens“ werden. Das bislang private Eigentum ging somit an die Stadt Stendal über, die 1934 vom Oberbürgermeister Dr. Werneke geäußerte Forderung einer „Städtischen Volksbücherei“ damit obsolet. Ab November 1936 wurden Filial-Volksbüchereien auch in anderen Städten und Dörfern des Landkreises Stendal aufgebaut. Das Reichserziehungsministerium verfügte die Umbenennung in „Stadtbücherei Stendal“.

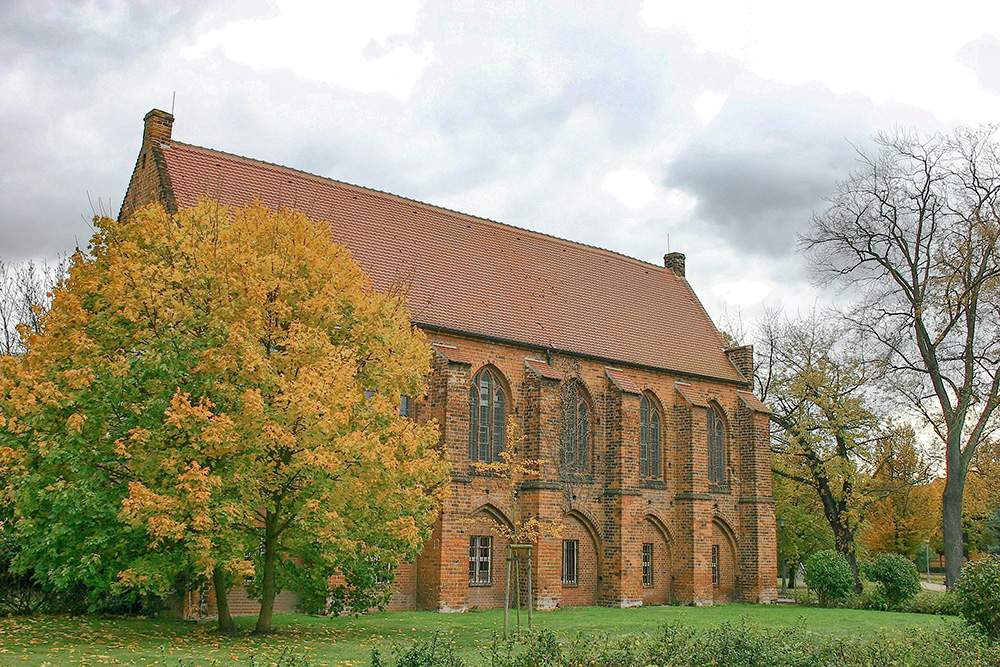
Refektorium des ehemaligen Franziskanerklosters aus Nordwesten im Jahre 2007 (vor dem Anbau)

Am 25. Februar 1937 erging mit 20.000 Mark der Stadtratsbeschluss zur Instandsetzung des ehemaligen Refektoriums des früheren Klosters des Franziskaner Ordens am Mönchskirchhof zur Aufnahme als Stadtarchiv. Zwei Jahre später wurden weitere 30.000 Mark zur vollständigen Sanierung zur Verfügung gestellt, um auch der Volksbücherei ein größeres Domizil zu geben. Im Juli 1939 erfolgte der Umzug von der Hallstraße 35, wo die Bücherei seit September 1934 untergebracht war. Am 27. August 1942 erfolgte die Übergabe des Obergeschosses des Refektoriums, in dem bislang die Winckelmann-Gesellschaft residierte.
Für Ende 1943 ist ein Buchbestand von 9800 bei jährlich 30.000 Entleihungen gemeldet. Bei der Säuberung der Bestände von nationalsozialistischer und militärischer Literatur wurden 1945/46 2100 Bände entfernt und 1400 Bände gesperrt. Bis 1951 wurden aus städtischem Bestand 10.125 Bände entfernt. 1954 war mit 8700 und 35.000 Entleihungen annähernd der Vorkriegsstand erreicht. 1960 erreichte man 11.000 Bände, 1965 durch starke Expansion in die Fläche knapp 29.500 und 1970 37.000 Bände.

### Sozialistischer Kulturbetrieb
Das alte Klostergebäude mit der darin untergebrachten Bibliothek und dem Stadtarchiv hatte den Zweiten Weltkrieg unbeschadet überstanden. Neue Leiterin wurde 1945 die acht Jahren zuvor aus Würzburg gekommene Bibliotheksmitarbeiterin Diplombibliothekarin Rosina Stender. 1959 bis 1978 war ihre Nachfolgerin Marie Hoppe, dann Gudrun Walinda.
Noch 1949 wurde die Außenstelle der „Beratungsstelle für Büchereiwesen Magdeburg“ in Stendal eingerichtet, aus der ein Jahr später die Kreisbibliothek wurde. Ebenfalls 1949 stellte die damalige Universitäts- und Landesbibliothek Halle der Stadt- und Kreisbücherei Stendal die Aufgabe, für den Auswärtigen Leihverkehr eine vollständige Gesamtkartei der Bestände zu erarbeiten und ihr zur Verfügung zu stellen.
Mit der Neuordnung des Landes Sachsen-Anhalt sowie der Bezirke Halle und Magdeburg in der Verwaltungsreform 1952 fielen den Stadtbibliotheken der Bezirks- und Kreisstädte Leitaufgaben in der Ausrichtung des Buchbestandes und der fachlich-methodischen Schulung der angegliederten Ortsbüchereien zu. Sie unterstanden dem Ministerium für Kultur der DDR. Außerdem wurden sie „Wissenschaftliche Bestandszentren“.: S. 90
In den Jahren 1950/51 wurden Zweigstellen in Stendal-Wahrburg und im Sportlerheim am Bierkeller in Stendal-Nord sowie der Jugendlesesaal im Obergeschoss des Klostergebäudes eröffnet. Bis 1956 waren außerdem die beiden hauptamtlichen Büchereien in Arneburg und Tangermünde sowie weitere 53 nebenberuflich geleitete Büchereien in der Verantwortung der Stadt- und Kreisbibliothek Stendal. 1958 kamen noch Stendal-Röxe, 1960 die Zweigstelle in der Straße der Freundschaft 39 (heute: Schadewachten), 1961 im Haus der Jugend (Platz der Jugend, heute Schützenplatz), 1964 Am Sandberg hinzu. Bis 1988 folgen weitere 26 Filialen, Schulausleihen und Bücherklubs im Kreisgebiet.: S. 17
Ab 1961 wurde mit der Zweigstelle „Freundschaft“ die erste Freihandbücherei eingerichtet, 1966 nach zehnmonatiger Bauzeit auch die Hauptstelle im Kloster. Mit zunehmender Büchereidichte wuchs die Anzahl der Mitarbeiter bis 1980 auf 22 Hauptamtliche, davon 17 in Vollzeit.
Im Juli 1974 wurde die Entleihmöglichkeit von Schallplatten und im Oktober 1976 von Tonkassetten eingerichtet. Der Anfangsbestand betrug 274 Stück. Der Medienbestand betrug Ende 1975 in der Stadt Stendal 70.755, im Kreis 28.526, die Entleihungen in der Stadt etwa 154.500, im Kreis 108.500.
Eine Vereinbarung mit dem Rat des Kreises Stendal im Juli 1979 ermöglichte die Zusammenarbeit mit Schulen: In der 9. und 10. Klasse wurde im Rahmen des Deutschunterrichts Bibliotheksunterricht erteilt, nachdem bereits seit Beginn des Schuljahres 1966 in der 2., 5. und 8. Klasse Unterrichtsstunden in der Bibliotheksbenutzung gegeben worden waren.
Im Rahmen des 35. Jahrestages der DDR nahm das Kollektiv der Stadt- und Kreisbibliothek am 22. Mai 1984 den Namen Anna Seghers an. Im selben Jahr ist die Anzahl der Ausleihstellen allein im Stadtgebiet von Stendal auf 19 angewachsen. Ende 1985 hielt die Statistik für die Stadt Stendal knapp 144.000 Medien, im Kreis 35.350, eine Anzahl von Entleihungen in der Stadt etwa 283.000 und im Kreis von 148.000 fest.

### Nachwendezeit

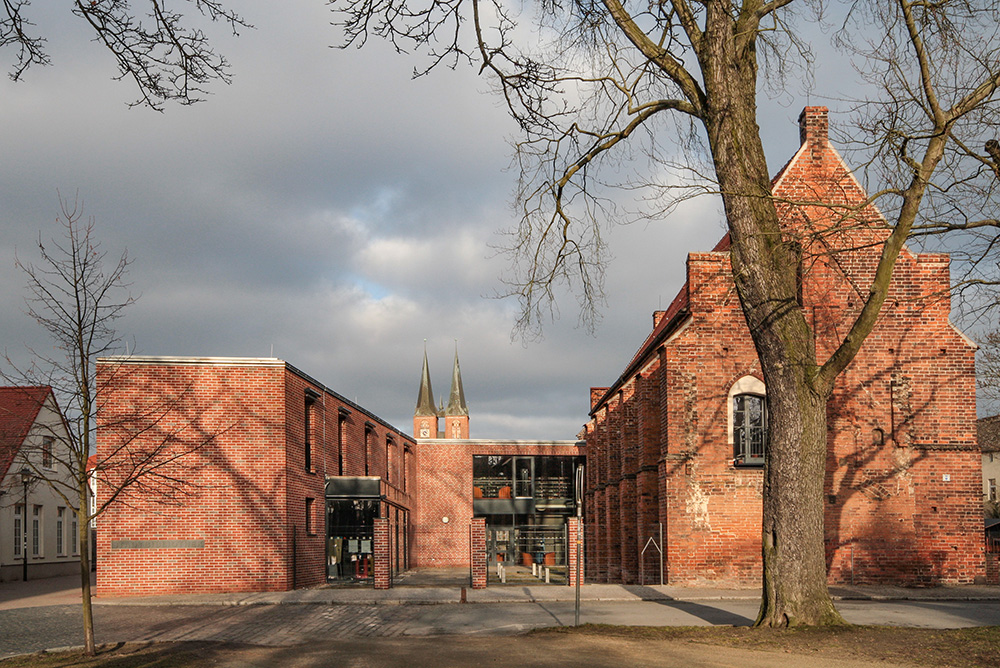
Stadtbibliothek Stendal in 2013 (links Anbau, rechts ehemaliges Refektorium)

Das vor allem in den 1970er Jahren aufgebaute Netz von Filialbüchereien wurde nach der Wende und friedlichen Revolution in der Deutschen Demokratischen Republik innerhalb von zwei Jahren stark ausgedünnt. Im Juni 1990 zog ein privater Videoverleih ins Erdgeschoss des Franziskanerklosters, der allerdings nur bis zum Umbau Ende 1992 blieb. Im September 1993 konnte der Bibliotheksbetrieb wieder aufgenommen werden.: S. 19 Für 1995, also gut fünf Jahre nach der Wende, waren laut Statistik zu verzeichnen: Der Medienbestand betrug Ende 1995 in der Stadt Stendal 72.000, davon 14.200 im Bestand der Schulausleihstellen, die Zahl der Entleihungen in der Stadt etwa 300.500, davon knapp 60.000 im Schulbereich.
Ab 1996 konnte aus einer Auswahl von 500 Filmen (Videos) kostenlos ausgeliehen werden. Die Leihdauer betrug allerdings nur eine Woche. Seit 1999 kamen auch CD-ROMs, ab 2000 Hörbücher und ab 2002 DVDs hinzu.
1997 hielt die Elektronik Einzug in der Anna-Seghers-Bibliothek. Zunächst wurde der Bestand vollständig elektronisch katalogisiert, ab August wurde am Eingang eine elektronische Schranke eingebaut und ab 1998 gab es in der Büchereihauptstelle Internetzugang. Seit 2003 gab es für angemeldete Benutzer 30 Jahresfreistunden, jede weitere Stunde wurde mit entsprechenden Gebühren berechnet. Im Januar 2001 war die elektronische Katalogisierung vollständig abgeschlossen, ab Juni wurde dies in der Ausleihverbuchung umgesetzt. Die seit Jahresbeginn erhobenen Leihgebühren machten sich in der Statistik bemerkbar: Die Anzahl der Besucher sank um 1500, die der Ausleihen um 50.000. Ende 2005 betrug der Medienbestand 65.500, die Ausleihen beliefen sich auf 208.000.
Per Stadtratsbeschluss wurde dem alten Franziskanerklostergebäude ein Neubau nebenangestellt. Dieser war im Erdgeschoss für Vorträge, Konzerte und Ausstellungen konzipiert, im Obergeschoss konnte die beengte Fläche der Bibliothek erweitert werden. Dieser Backsteinneubau wurde am 9. Januar 2012 eröffnet. Mit der Eröffnung standen jetzt auch Blue-Rays, Nintendo- sowie Wii-Spiele zur Verfügung.